# Awesome (노래)
〈Awesome〉(어썸)은 일본의 걸그룹 NGT48의 여섯 번째 싱글이다. 2021년 6월 23일에 유니버설 뮤직 재팬(EMI Records)에서 발매됐다. 센터 포지션은 오고에 하루카가 맡았다.

## 발매 배경
전작 〈셔벗 핑크〉로부터 1년 만의 싱글이다. Type-A, Type-B, 니가타판(이상, CD+DVD), 극장판(CD뿐)으로 총 네 가지의 형태로 발매됐다.